# Lobivia densispina
Lobivia densispina là một loài thực vật có hoa trong họ Cactaceae. Loài này được Werderm. ex Backeb. & F.M. Knuth mô tả khoa học đầu tiên năm 1935.